# Mina Pirquitas
Mina Pirquitas è un comune (comisión municipal in spagnolo) dell'Argentina, appartenente alla provincia di Jujuy, nel dipartimento di Rinconada.
In base al censimento del 2001, nel territorio comunale dimorano 629 abitanti, con una diminuzione del 57% rispetto al censimento precedente (1991). Di questi abitanti, il 51,35% sono donne e il 48,64% uomini.
Il nome deriva della ricche miniere della zona, da cui si estraggono diverse metalli, tra cui oro, tungsteno zinco, ecc.